# Pirkachshof
Pirkachshof ist ein Gemeindeteil der Gemeinde Münchsteinach im Landkreis Neustadt an der Aisch-Bad Windsheim (Mittelfranken, Bayern). Pirkachshof liegt in der Gemarkung Neuebersbach.

## Geographie
Unmittelbar östlich der Einöde entspringt der Engelsbach, ein linker Zufluss der Aisch. 0,5 km nördlich des Ortes liegt das Waldgebiet Langerstrich, 1 km südwestlich erhebt sich der Steinhügel im Waldgebiet Feistloch, 0,75 km südwestlich liegt das Mühlholz. Eine Ortsstraße führt nach Neuebersbach (0,1 km westlich).

## Geschichte
Der Ort wurde 1587 als „Birckhag“ erstmals urkundlich erwähnt.
Gegen Ende des 18. Jahrhunderts gab es in Pirkachshof 2 Anwesen. Das Hochgericht übte das brandenburg-bayreuthische Stadtvogteiamt Neustadt an der Aisch aus. Die Dorf- und Gemeindeherrschaft hatte das brandenburg-bayreuthische Klosteramt Münchsteinach. Grundherren waren das Klosteramt Münchsteinach (1 Hof) und das Rittergut Obersteinbach (1 Halbhof).
Von 1797 bis 1810 unterstand der Ort dem Justizamt Dachsbach und Kammeramt Neustadt. Im Rahmen des Gemeindeedikts wurde Pirkachshof dem 1811 gebildeten Steuerdistrikt Schornweisach und der 1813 gebildeten Ruralgemeinde Schornweisach zugeordnet. Mit dem Zweiten Gemeindeedikt (1818) wurde es in die neu gebildete Ruralgemeinde Neuebersbach umgemeindet. Am 1. Januar 1972 wurde Neuebersbach in die Gemeinde Münchsteinach eingegliedert.

### Baudenkmal
- Haus Nr. 1: ehemaliger Gutshof

### Einwohnerentwicklung
| Jahr      | 001818 | 001840 | 001861 | 001871 | 001885 | 001900 | 001925 | 001950 | 001961 | 001970 | 001987 |
| Einwohner | 24     | 36     | 18     | 36     | 18     | 6      | 4      | 5      | 3      | 3      | 0      |
| Häuser    | 6      | 2      |        |        | 4      | 1      | 1      | 1      | 1      |        | 1      |
| Quelle    | [ 9 ]  | [ 10 ] | [ 11 ] | [ 12 ] | [ 13 ] | [ 14 ] | [ 15 ] | [ 16 ] | [ 17 ] | [ 18 ] | [ 1 ]  |

## Religion
Der Ort ist seit der Reformation evangelisch-lutherisch geprägt und war ursprünglich nach St. Johannes Baptist und Laurentius (Gutenstetten) gepfarrt, seit der ersten Hälfte des 19. Jahrhunderts ist die Pfarrei St. Nikolaus (Münchsteinach) zuständig.